# Tympanis alnea
Tympanis alnea (Pers.) Fr. – gatunek grzybów z rodziny Tympanidaceae.

## Systematyka
Pozycja w klasyfikacji według Index Fungorum: Tympanis, Tympanidaceae, Leotiales, Leotiomycetidae, Leotiomycetes, Pezizomycotina, Ascomycota, Fungi.
Po raz pierwszy opisał go w 1801 r. Christiaan Hendrik Persoon, nadając mu nazwę Peziza alnea. Obecną, uznaną przez Index Fungorum nazwę, nadali mu Elias Fries w 1822 r. Ma 10 synonimów. Niektóre z nich:
- Cenangiella alnea (Pers.) Lambotte 1887
- Ophiodothis alneum (Pers.) Ellis & Everh. 1892[2].

## Występowanie
Tympanis alnea znany jest w Europie, w Ameryce Północnej i Azji. Jest gatunkiem pospolitym. W Polsce M.A. Chmiel w 2006 r. przytoczyła 6 stanowisk, wszystkie na opadłych gałęziach olszy Później podano wiele innych, a najbardziej aktualne podaje internetowy atlas grzybów. Zaliczony w nim jest do gatunków zagrożonych i wartych objęcia ochroną.
Nadrzewny grzyb saprotroficzny rozwijający się na martwym drewnie, głównie drzew i krzewów liściastych (olsza, brzoza, topola, lipa, wierzba, głóg, dąb, jarząb), kalmia, ale także iglastych (jodła, modrzew).